# ガトー・マンケ
ガトー・マンケ（フランス語: gâteau manqué）は、フランス発祥のケーキの一種。ケーキ型のマンケ型についても本項で述べる。

## 概要
フランス語で「ガトー」は「ケーキ」の意で、「マンケ」は「失敗した」「なり損ねた」の意であり、「出来損ないのケーキ」といった意味合いになる。この名の通りに失敗から誕生した料理の1つであり、料理の世界では「最も有名な失敗」とも称される。
1842年、パリのブーランジェリー&パティスリー「メゾン・フェリックス」でビスキュイ・ド・サヴォワ（biscuit de savoie）を作っていた時、メレンゲに油分が混入してしまった。ビスキュイ・ド・サヴォワには使いものにならなくなったメレンゲだったが、オーナーは生地にさらに油脂を加えて円いケーキ型で焼いてみたところ、食感はやや重たくなったが、美味いケーキが焼きあがった。

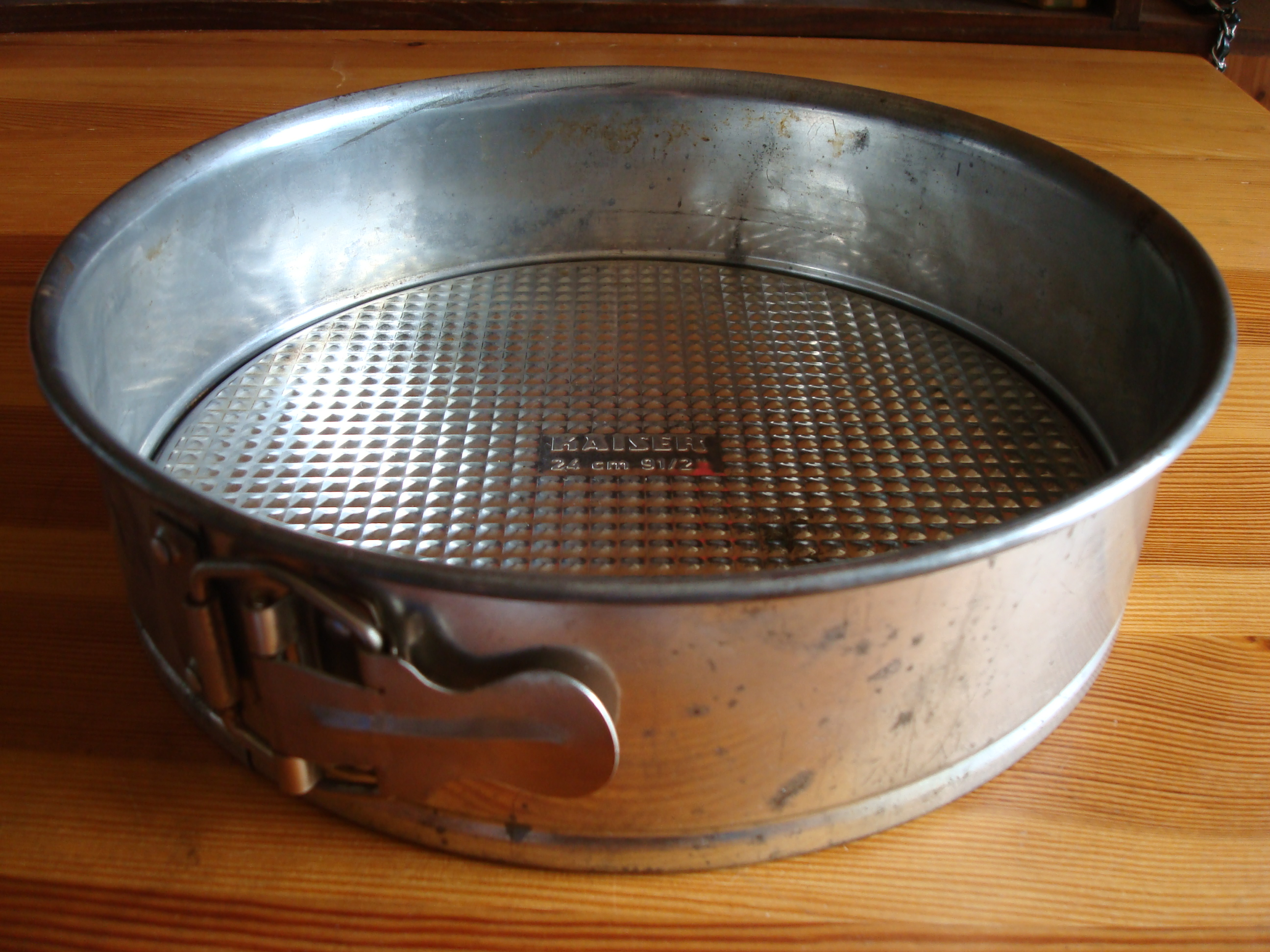
マンケ型の例

ガトー・マンケを焼くのに考案されたケーキ型は、のちに「マンケ型」と呼ばれるようになり、様々な形状のマンケ型が現れ、ガトー・マンケ以外のケーキもマンケ型で焼かれるようになっている。

## マンケ型

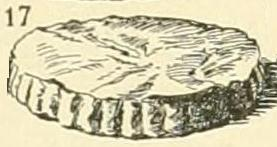
周囲に溝のあるマンケ型で焼いたパン・ド・ジェーヌのイラスト

マンケ型（フランス語: moule à manqué）はケーキ型の1つ。
丸型（manqué rond uni）、四角形（manqué carré）、楕円形（manqué ovale）と様々な形状のマンケ型があり、周囲に溝のあるタイプ（manqué rond cannelé）、底がバラの花を連想させるタイプ（fond rosace）もある。
共通的な特徴は、上面と下面の面積に差があって、側面から見たときに台形をしていることが挙げられる。